# Bol d'or (ciclisme)
|  | Aquest article tracta sobre una cursa ciclista. Si cerqueu la cursa motociclista, vegeu «Bol d'Or». |

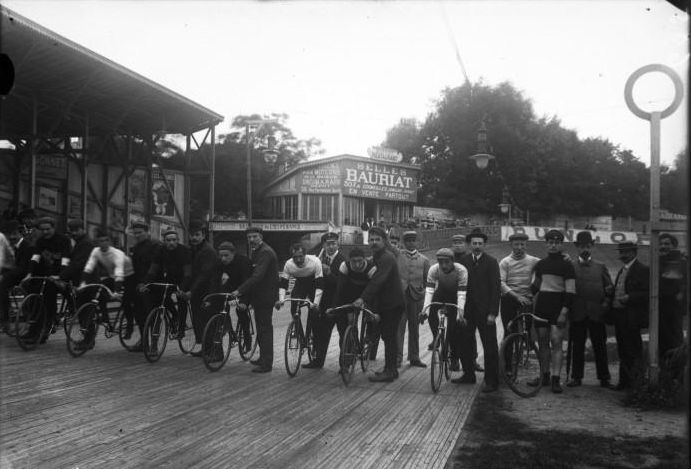
Bol d'Or, 1905

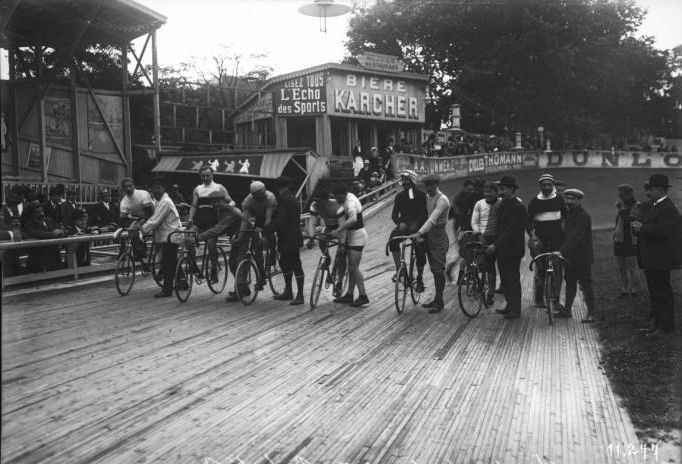
Bol d'Or, 1910

El Bol d'or era una competició ciclista de resistència francesa que es disputava en pista al llarg de 24 hores. El seu nom era degut al fet que el premi que s'atorgava al vencedor era un bol de bronze dorat, creat per Paul Decam (1853-1926), escultor i fundador del diari Paris-Pédale, i ofert per Chocolats Meunier. La primera edició es disputà el 1894 i fins al 1913 es disputà de manera ininterrompuda, a excepció de 1901. Després de la Primera Guerra Mundial es tornà a disputar la cursa, però ja de manera més discontinua, el 1919, 1924, 1925, 1927, 1928 i 1950.
Honoré Barthélémy, el 1925, té el rècord de més quilòmetres recorreguts en 24 hores, amb 1.035,114. Léon Georget, amb nou victòries és el ciclista que més vegades la guanyà.

## Palmarès
| Any  | Vencedor            | Distància    | Format de la cursa      | Velòdrom                      |
| ---- | ------------------- | ------------ | ----------------------- | ----------------------------- |
| 1894 | Constant Huret      | 736,946 km   | darrere tàndem          | Velòdrom Buffalo              |
| 1895 | Constant Huret      | 829,498 km   | darrere tàndem          | Velòdrom Buffalo              |
| 1896 | Gaston Rivierre     | 859,120 km   | darrere tàndem          | Velòdrom Buffalo              |
| 1897 | Lucien Stein        | 764,826 km   | darrere tàndem          | Velòdrom Buffalo              |
| 1898 | Constant Huret      | 852,468 km   | darrere triplet         | Velòdrom de Roubaix           |
| 1899 | Albert Walters      | 1.020,977 km | darrere tàndem elèctric | Velòdrom del Parc des Princes |
| 1900 | Mathieu Cordang     | 956,775 km   | darrere triplet         | Velòdrom de Vincennes         |
| 1902 | Constant Huret      | 779,488 km   | darrere tàndem          | Velòdrom Buffalo              |
| 1903 | Léon Georget        | 847,803 km   | darrere tàndem          | Velòdrom Buffalo              |
| 1904 | Lucien Petit-Breton | 852,000 km   | darrere tàndem          | Velòdrom Buffalo              |
| 1905 | Arthur Vanderstuyft | 943,666 km   | darrere tàndem          | Velòdrom d'Hiver              |
| 1906 | René Pottier        | 925,290 km   | darrere tàndem          | Velòdrom Buffalo              |
| 1907 | Léon Georget        | 904,420 km   | darrere tàndem          | Velòdrom Buffalo              |
| 1908 | Léon Georget        | 973,666 km   | darrere tàndem          | Velòdrom d'Hiver              |
| 1909 | Léon Georget        | 845,700 km   | darrere tàndem          | Velòdrom Buffalo              |
| 1910 | Léon Georget        | 923,300 km   | darrere tàndem          | Velòdrom Buffalo              |
| 1911 | Léon Georget        | 915,160 km   | darrere tàndem          | Velòdrom Buffalo              |
| 1912 | Léon Georget        | 951,750 km   | darrere tàndem          | Velòdrom d'Hiver              |
| 1913 | Léon Georget        | 909,984 km   | darrere tàndem          | Velòdrom d'Hiver              |
| 1919 | Léon Georget        | 924,680 km   | darrere tàndem          | Velòdrom d'Hiver              |
| 1924 | Oscar Egg           | 936,325 km   | darrere tàndem          | Velòdrom Buffalo              |
| 1925 | Honoré Barthélémy   | 1.035,114 km | darrere tàndem          | Velòdrom de Bordeus           |
| 1927 | Honoré Barthélémy   | 924,500 km   | darrere tàndem          | Velòdrom Buffalo              |
| 1928 | Hubert Opperman     | 950,060 km   | darrere tàndem          | Velòdrom Buffalo              |
| 1950 | Fiorenzo Magni      | 867,609 km   | darrere derny           | Velòdrom d'Hiver              |